# 외젠 프랑수아 비도크

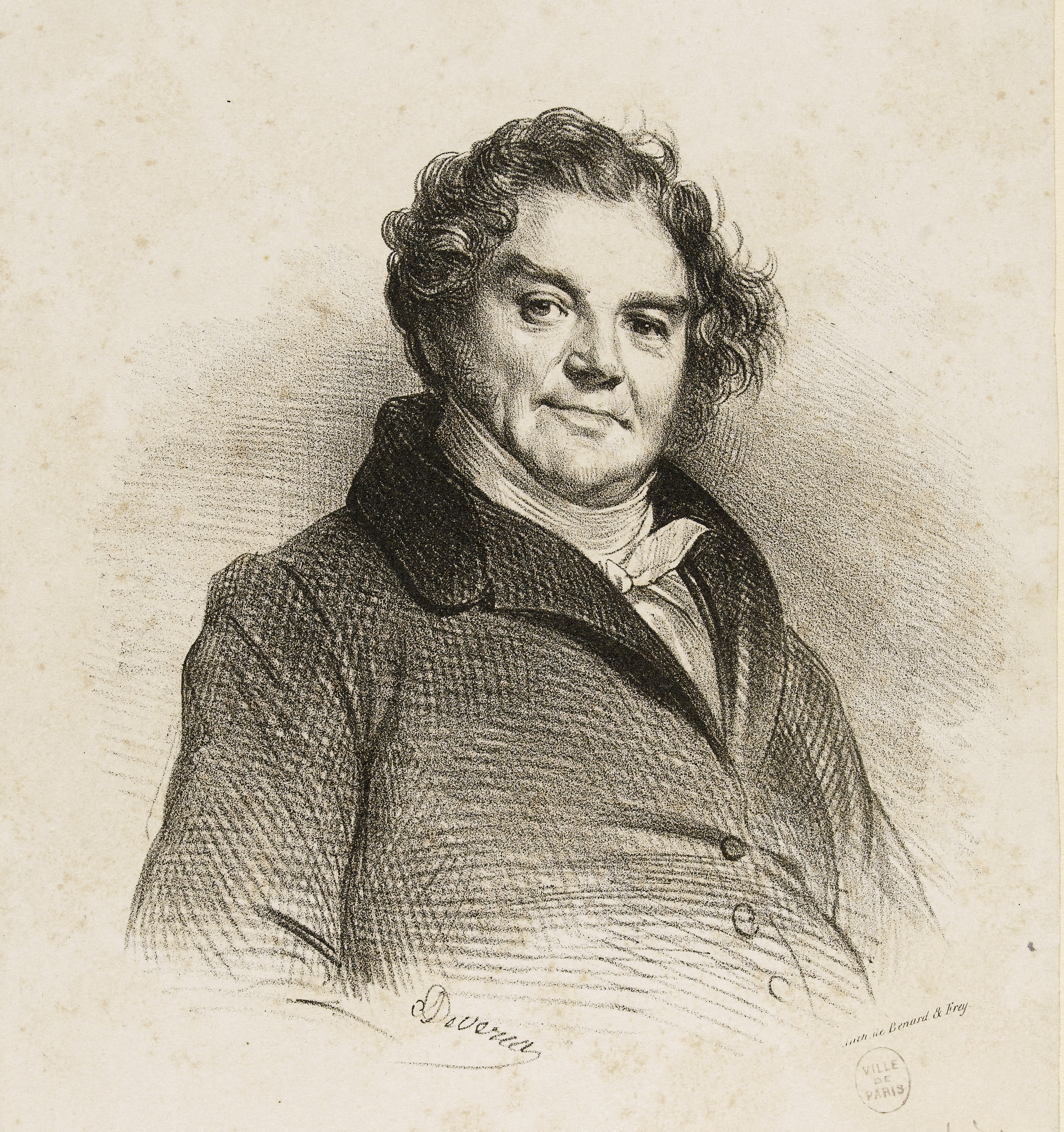

외젠 프랑수아 비도크(프랑스어: Eugène François Vidocq, 1775년 7월 24일 ~ 1857년 5월 11일)는 프랑스의 범죄자이자 범죄학자이다. 전직 사기꾼이 최초의 사립 탐정이 되어 종래에는 근대 범죄학의 아버지이자 프랑스 경찰의 실질적 창시자가 된 비도크의 극적인 삶은 빅토르 위고, 오노레 드 발자크 등 많은 작가들에게 영감을 불러일으켰다.